# Cândești (Neamț)
Cândești è un comune della Romania di 4 273 abitanti, ubicato nel distretto di Neamț, nella regione storica della Moldavia. 
Il comune è formato dall'unione di 6 villaggi: Bărcănești, Cândești, Dragova, Pădureni, Țârdenii Mici, Văduvele.